# Stade Yldefonso Solá Morales
Le stade Yldefonso Solá Morales (en espagnol : Estadio Yldefonso Solá Morales, et en anglais : Yldefonso Solá Morales Stadium), également connu sous le nom de parc Yldefonso Solá Morales (en espagnol : Parque Yldefonso Solá Morales, et en anglais : Yldefonso Solá Morales Park), est un ancien stade omnisports portoricain (servant principalement pour le baseball et le football) situé dans la ville de Caguas, sur l'île de Porto Rico.
Le stade, doté de 10 500 places et inauguré en 1937 puis fermé en 2018, servait d'enceinte à domicile à l'équipe de baseball des Criollos de Caguas, ainsi qu'à l'équipe de football des Criollos Caguas Huracán Fútbol Club.
Le stade porte le nom d'Yldefonso Solá Morales, homme politique portoricain et originaire de la ville.

## Histoire
À partir de la saison 1973-74, le stade, déjà en mauvais état, devient trop petit pour accueillir les supporters des Criollos de Caguas. Après avoir un temps envisagé de construire un nouveau stade, la municipalité décide finalement d'agrandir et de rénover le stade existant. Les Criollos jouent donc durant trois saisons au stade Hiram Bithorn (situé dans la capitale de San Juan), en attendant la fin des travaux du stade, qui rouvre ses portes en 1977.
Le stade est dégradé par le passage de l'ouragan Maria en 2017.

## Événements
- 2010 : Jeux d'Amérique centrale et des Caraïbes (hockey sur gazon)